# Wolfgang Kröplin
Wolfgang Kröplin (* 1941 in Rostock) ist ein deutscher Dramaturg und Theaterwissenschaftler.

## Leben
Er war in Dresden und Leipzig Dramaturg sowie Dozent für Dramaturgie, Kultur- und Theatergeschichte. Er forschte besonders zur Historie und Gegenwart des osteuropäischen Theaters und Dramas.

## Schriften (Auswahl)
- Das Groteske als Möglichkeit und Herausforderung der sozialistischen Theaterkunst. Studien zur grotesken Gestaltungsweise in der Dramatik der sozialistischen Bruderländer unter besonderer Berücksichtigung ihrer Rezeption für das sozialistische Theater der DDR. 1978.
- Stanislaw Wyspianskis „monumentales“ Theater, Untersuchungen über den Zusammenhang von reformatorischem Theaterprogramm und gesellschaftlicher Funktion im Epochenumbruch. 1985.
- Auf der Suche nach dem unbekannten Theater. Bilder und Befunde vom mittelosteuropäischen Theater. Würzburg 2013, ISBN 3-8260-5033-9.
- Spiel-Zeiten und Spiel-Räume des Theaters in Europas Osten. Seiten einer Kulturgeschichte – von den Anfängen bis zum sozialistischen Ende. Würzburg 2020, ISBN 3-8260-6981-1.